# 温尼伯体育场
温尼伯体育场（英語：Winnipeg Stadium）即投资人集团体育场（英語：Investors Group Field），是加拿大曼尼托巴省温尼伯的一个加式橄榄球场馆。

## 历史
该场馆于2013年开业，临近曼尼托巴大学校园的体育场。业主Triple B Stadium Inc.是温尼伯、曼尼托巴省、温尼伯橄榄球球俱乐部和曼尼托巴大学的财团。体育场是加拿大加式足球联盟温尼伯蓝色轰炸机的主场，也是曼尼托巴大学野牛足球队和温尼伯步枪队的主场。该体育场可容纳33500人观赛（部分覆盖），包含波纹金属棚顶、餐厅、52间包间和星光大道等设施。